# Vaccinazioni per viaggi internazionali
I paesi di tutto il mondo richiedono ai viaggiatori in partenza per altri paesi, o in arrivo da altri paesi, di essere vaccinati contro alcune malattie infettive al fine di prevenire epidemie. Ai controlli di frontiera, i viaggiatori sono tenuti a mostrare la prova di vaccinazione; il certificato più utilizzato è il Certificato internazionale di vaccinazione o profilassi.

## Vaiolo (1944-1981)
Il primo certificato internazionale di vaccinazione contro il vaiolo è stato sviluppato dalla Convenzione sanitaria internazionale del 1944. Il certificato iniziale era valido per un massimo di 3 anni.
La politica presentava alcune pecche: i certificati di vaccinazione contro il vaiolo non erano sempre controllati da personale aeroportuale qualificato, o quando i passeggeri si trasferivano negli aeroporti di paesi esenti dal vaiolo. Le agenzie di viaggio avevano erroneamente fornito certificati ad alcuni clienti non vaccinati e si sono creati alcuni casi di documenti falsificati. Infine, una piccola percentuale dei passeggeri possessori di un certificato valido, contraevano il vaiolo perché vaccinati in modo improprio. Tuttavia, gli esperti concordano sul fatto che il possesso obbligatorio di certificati di vaccinazione aveva aumentato in modo significativo il numero di viaggiatori che si sono fatti vaccinare, contribuendo così a prevenire la diffusione del vaiolo.
Dopo che il vaiolo è stato debellato con successo nel 1980, il certificato internazionale di vaccinazione contro il vaiolo è stato annullato nel 1981.

## Febbre gialla
Da tutti i paesi
     Paesi a rischio (compresi i trasferimenti aeroportuali)
     Paesi a rischio (esclusi i trasferimenti aeroportuali)
     Nessun requisito (paese a rischio)
     Nessun requisito (paese non a rischio)

La vaccinazione contro la febbre gialla, 10 giorni prima di entrare in questo paese o territorio, è richiesta per i viaggiatori provenienti da:
Da tutti i paesi
Paesi a rischio (compresi i trasferimenti aeroportuali)
Paesi a rischio (esclusi i trasferimenti aeroportuali)
Nessun requisito (paese a rischio)
Nessun requisito (paese non a rischio)

I viaggiatori che desiderano entrare in determinati paesi o territori devono essere vaccinati contro la febbre gialla 10 giorni prima di attraversare il confine, ed essere in grado di presentare un certificato di vaccinazione ai controlli di frontiera. Nella maggior parte dei casi, questo requisito era obbligatorio se il paese da cui provenivano i viaggiatori era stato designato dall'Organizzazione mondiale della sanità come "paese a rischio di trasmissione della febbre gialla". In alcuni paesi, non importava la provenienza del viaggiatore: tutti coloro che volevano entrare dovevano essere vaccinati contro la febbre gialla. Sono previste esenzioni per neonati, mentre nella maggior parte dei casi, qualsiasi bambino che abbia almeno 9 mesi o 1 anno deve essere vaccinato.

## Poliomielite (o polio)
Da tutti i paesi a tutti i paesi
     Da alcuni paesi a tutti i paesi
     Da alcuni paesi a tutti i paesi
     Da alcuni paesi a tutti i paesi
     Verso altri paesi
     Da altri paesi

La vaccinazione antipolio è richiesta per i viaggiatori:
Da tutti i paesi a tutti i paesi
Da alcuni paesi a tutti i paesi
Da alcuni paesi a tutti i paesi
Da alcuni paesi a tutti i paesi
Verso altri paesi
Da altri paesi

I viaggiatori che desiderano entrare o uscire da determinati paesi devono essere vaccinati contro la poliomielite al massimo 12 mesi e minimo 4 settimane prima di attraversare il confine, ed essere in grado di presentare un certificato di vaccinazione ai controlli di frontiera. La maggior parte dei requisiti si applicano solo ai viaggi verso o da paesi cosiddetti "polio-endemici" o "ad altro rischio". Nell'agosto del 2020, l'Afghanistan e il Pakistan sono diventati gli unici paesi al mondo endemici di poliomielite. Diversi paesi hanno ulteriori requisiti di viaggio precauzionali per la vaccinazione antipolio, ad esempio paesi come la Cina, Indonesia, Mozambico, Myanmar e Papua Nuova Guinea.

## Meningite meningococcica
Prima della partenza e all'arrivo dall'Arabia Saudita
     Prima della partenza per Ḥajj e Umrah in Arabia Saudita
     All'arrivo
     Vaccinazione consigliata per i viaggiatori

I viaggiatori devono mostrare la prova della vaccinazione contro il meningococco:
All'arrivo nelle zone di Ḥajj e ʿUmra (pellegrini stranieri e domestici, lavoratori e residenti della Mecca e Medina)
Prima della partenza per Ḥajj e ʿUmra in Arabia Saudita e verso alcuni paesi africani
Prima della partenza e all'arrivo dall'Arabia Saudita
Prima della partenza per Ḥajj e Umrah in Arabia Saudita
All'arrivo
Vaccinazione consigliata per i viaggiatori

I viaggiatori che desiderano entrare o lasciare determinati paesi o territori devono essere vaccinati contro la meningite meningococcica preferibilmente 10-14 giorni prima di attraversare il confine, ed essere in grado di presentare un certificato di vaccinazione ai controlli di frontiera. I paesi con obbligo di vaccinazione contro il meningococco sono: Gambia, Indonesia, Libano, Libia, Filippine e l'Arabia Saudita per i musulmani che visitano o lavorano alla Mecca e Medina durante i pellegrinaggi Ḥajj o ʿUmra.

## COVID-19

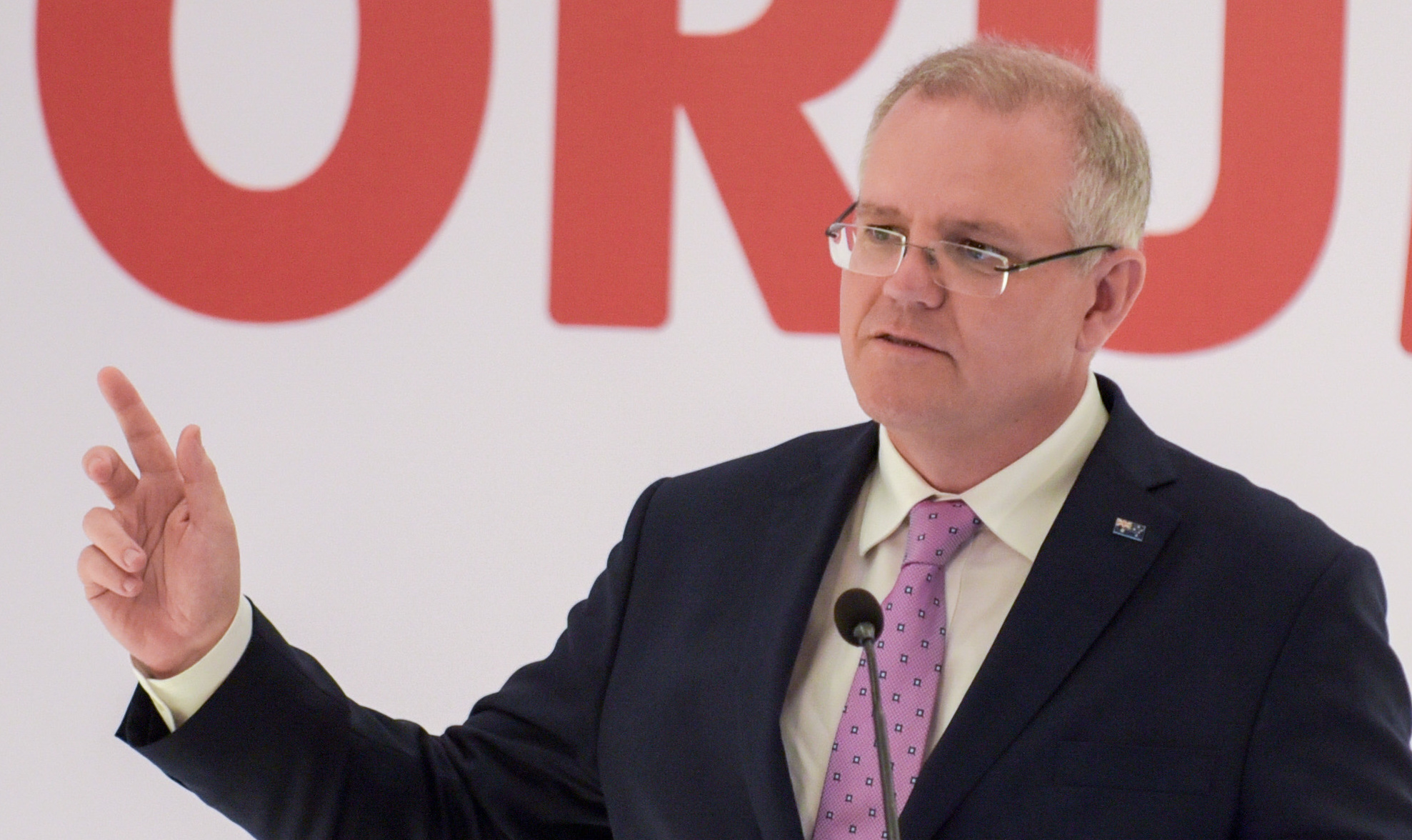
Scott Morrison: "Le persone possono scegliere tra due settimane di quarantena o essere vaccinate"

Durante la pandemia di COVID-19, sono stati sviluppati diversi vaccini COVID-19 e nel dicembre 2020 è stata pianificata la prima campagna di vaccinazione.
Il 26 novembre 2020, il ministero della Salute danese ha confermato di star lavorando a un "passaporto vaccinale" per la pandemia di COVID-19, che funzionerebbe come certificato di vaccinazione non solo per i viaggi aerei, ma anche per attività come concerti e feste private. Il Danish College of General Practitioners afferma di non obbligare nessuno a vaccinarsi, ma incoraggia tutti a farlo per poter godere di determinati privilegi della società.
Dal giugno 2021, l'Unione Europea ha deciso di introdurre il certificato COVID digitale dell'UE, comunemente conosciuto come Green Pass o certificato verde, contenente le informazioni che attestano che il titolare è stato vaccinato contro la COVID-19, ha da poco effettuato un test diagnostico della COVID-19 con risultato negativo oppure è guarito dalla COVID-19. Il certificato può essere rilasciato sia in formato digitale che in formato cartaceo.
In Italia il "certificato verde" è stato introdotto con il DPCM del 17 giugno 2021 ed è ufficialmente entrato in vigore il 6 agosto.

## Raccomandazioni
Diversi vaccini non sono legalmente obbligatori per i viaggiatori, ma sono altamente raccomandati dall'Organizzazione mondiale della sanità. Come ad esempio, per le aree a rischio di infezione da meningite meningococcica.